# Ulla Ekström von Essen
Ulla Marie Ekström von Essen, född 12 juni 1959, är filosofie doktor i idéhistoria vid Stockholms universitet samt verksam som forskare och lärare vid Södertörns högskola.
Ulla Ekström von Essen disputerade på avhandlingen Folkhemmets kommun – socialdemokratiska idéer om lokalsamhället 1939–1952, som uppmärksammades av Dagens Nyheter. Hon har i uppdrag av Integrationsverket författat en studie om Sverigedemokraternas kommunpolitik, som presenterades på DN Debatt.
Hon har tidigare varit basist i rockbandet Lady B Goode, som grundades 1986. Hösten 2008 inledde hon Socialstyrelsens äldredagar.